# Chiesa di San Maurizio (Venezia)
La chiesa di San Maurizio di Venezia (altresì nota come Chiesa dei Santi Maurizio e compagni martiri e di Sant'Adriano) è ubicata nel sestiere di San Marco, nel campo omonimo.

## Storia

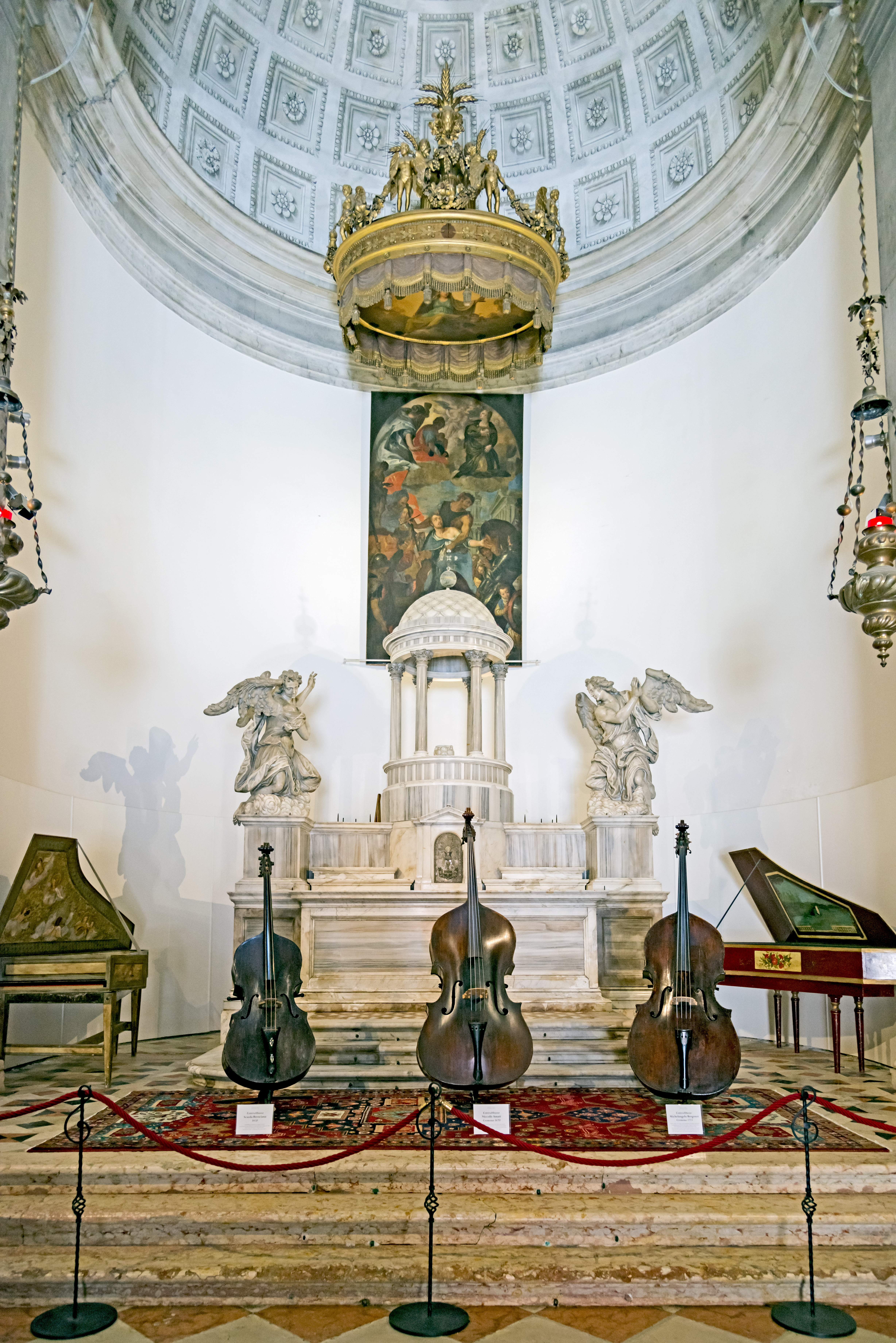
L'altare

Fondata nel 699 sotto il titolo di San Lazzaro, fu ricostruita col nuovo titolo, e già con la prerogativa di parrocchiale, nel 1105 dopo l'incendio che l'aveva interamente distrutta. La fabbrica vetusta fu riedificata nel XVI secolo e consacrata nel 1590. In quest'occasione se ne modificò l'orientamento con l'abside a levante rivolgendo la facciata verso il campo.
Poco prima era stato abbattuto l'antico campanile per far posto alla nuova costruzione del palazzo Bellavite, I proprietari della nuova dimora compensarono la parrocchia con un contributo annuale alla chiesa.
Successivamente, nel 1806, venne demolita e subito dopo dal 1807 venne riedificata esemplando la pianta di San Geminiano del Sansovino destinata alla distruzione. L'esatta attribuzione del progetto iniziale è discussa in quanto molti l'attribuiscono al patrizio architetto dilettante Pietro Antonio Zaguri, sicuramente interessato alla direzione dei lavori, ma presto sostituito da Giannantonio Selva in collaborazione con Antonio Diedo (a quest'ultimo si deve la facciata finita dopo la morte del Selva) e la traccia sansoviniana dell'interno risulta poco riconoscibile. La chiesa venne riaperta come succursale della parrocchia di Santo Stefano nel 1817 e riconsacrata nel 1818.
Fra le varie scuole piccole che facevano capo alla parrocchia è da segnalare la Scuola degli Albanesi il cui edificio, finito nel 1489, sorge accosto alla chiesa.
Ora la chiesa, sconsacrata, è sede del Museo della Musica.

## Architettura
La facciata della chiesa è a capanna, in stile neoclassico, adornata dal bassorilievo nel timpano e di altri due bassorilievi rettangolari opera di Bartolomeo Ferrari e Luigi Zandomeneghi.
L'interno segue una pianta a croce greca, con una cupola centrale attorniata da quattro cupolette cieche sui bracci. Degli arredi originati rimangono solo gli altari, presumibilmente ideati dal Selva, pregevole fra questi quello maggiore con il piccolo ciborio neoclassico e gli angeli adoranti.
Va segnalata la sacrestia, con mobili, arredi, stucchi e dipinti in stile settecentesco.